# خانلار قشلاقي حاج الم قلي
خانلار قشلاقي حاج‌ الم‌ قلي هي قرية في مقاطعة بارس أباد، إيران. عدد سكان هذه القرية هو 242 في سنة 2006.